# 凱爾梅
凱爾梅是立陶宛的城市，位於該國中部，距離首府希奧利艾45公里，由希奧利艾縣負責管轄，海拔高度128米，面積1,705平方公里，2008年人口10,208。

## 外部連結
- Official site of Kelmė district municipality（页面存档备份，存于）
- （页面存档备份，存于） The Jewish cemetery of Kelme